# Ranitidina
Ranitidina é um fármaco comercializado como Antak® e genéricos como Antidin®, Iquego®,  Ranitil®.  É utilizado no tratamento de úlceras gástricas ou duodenais, esofagites por refluxo gastroesofágico e úlceras causadas por estresse. Age como antagonista dos receptores de histamina H2, processo esse que inibe a ligação de histamina ao H2 reduzindo a secreção de ácido gástrico pelas células parietais do estômago. Apesar de ter se tornado campeão de vendas em 1987, o medicamento já vinha ao longo dos anos perdendo espaço para outros fármacos com mecanismo de ação inibidor da bomba de prótons como Omeprazol. Em 26 de agosto de 2020 a Agência Nacional de Vigilância Sanitária (Anvisa), publicou uma resolução que retirou esse medicamento do mercado de forma definitiva, devido a possibilidade de degradação do ativo em N-nitrosodimetilamina (NDMA).

## Histórico
A Ranitidina tem seu desenvolvimento na década de 70 a partir de um princípio de modificação molecular. A modificação molecular é um ramo da química medicinal que visa alterar estruturas de moléculas de fármacos que já existem visando solucionar ou melhorar questões relacionadas a sua farmacodinâmica/farmacocinética. Há 50, anos em estudos encabeçados por Sir James Black, foi descoberta a Cimetidina que representou um marco para a farmacologia moderna, foi o primeiro fármaco capaz de prevenir e tratar a úlcera péptica, quando até o momento o único tratamento era controle da acidez na luz gástrica. A Cimetidina, comercializada sob os nomes Tagamet®, Cimecol®, Cimetidan®, etc, possui ação sobre os receptores histaminérgicos do subtipo 2 (H2), atuando como antagonista reversível da histamina nos receptores H2 das células parietais gástricas produtoras de ácido, assim inibia a produção de ácido pelo estômago.
No caso, a Ranitidina se enquadra no que se chama de fármacos “me too”, fármacos desenvolvidos a partir de um protótipo. O princípio era impulsionar os efeitos terapêuticos da Cimetidina, por isso adotou-se o método de bioisosterismo, no qual consiste em substituir grupos dessas moléculas por outros com respostas semelhantes. A partir da Cimetidina, algumas mudanças estruturais, são elas modificações bioisostéricas do anel imidazólico e do grupamento funcional cianoguanidina do protótipo, resultaram em um aumento da potência e maior seletividade pelos receptores histaminérgicos no subtipo 2, assim aumentando a eficácia e dando origem a Ranitidina que é um fármaco até 10 vezes mais potente que seu antecessor.
Foi introduzida ao mercado em 1981, com medicamento de referência  Antak® (GlaxoSmithKline), sendo em 1987 a prescrição mais vendida no mundo. No Brasil, os genéricos (Antidin®, Iquego®,  Ranitil®)  da ranitidina são comercializados sob as formas farmacêuticas de comprimido, solução injetável e xarope.  Desde seu lançamento, foi amplamente substituída por medicamentos com eficácia maior na supressão da secreção de ácido gástrico, como os que são inibidores da bomba de prótons, sendo o omeprazol o medicamento mais vendido por vários anos.

## Status Legal
Em 2020, o FDA determinou a retirada de todos os medicamentos com ranitidina prescritos e sem receita (OTC) do mercado imediatamente. Visto que a impureza em alguns produtos aumentou com o tempo e quando armazenados em altas temperaturas, podem resultar na exposição do consumidor a níveis inaceitáveis dessa impureza. 
No mesmo ano, a empresa retirou o produto do mercado francês devido a dificuldades de abastecimento. Além disso, no Brasil, o produto teve sua comercialização suspensa pela Anvisa (Agência Nacional de Vigilância Sanitária), pois na sua composição foi detectada a N-nitrosodimetilamina (NDMA), que pode estar ligada ao câncer e causar problemas para a saúde. Há lotes sendo recolhidos, de duas marcas farmacêuticas: Eurofarma e Laboratório Teuto Brasileiro. De acordo com especialistas, a presença de N-nitrosodimetilamina se trata de uma impureza que afeta alguns lotes, mas é importante interromper a comercialização até que o problema seja resolvido.
Em seguida, foi publicada pela Anvisa a RESOLUÇÃO-RE Nº 3.259/2020 (DOU nº 165, de 26/08/2020, Seção 1, p. 164), proibição da comercialização, distribuição, fabricação, importação, manipulação e propaganda do cloridrato de ranitidina, de forma definitiva.

No ANEXO da Resolução consta o seguinte:
"1. Empresa: Todas as empresas, independentemente da Natureza da atividade, de Medicamentos de uso humano
Produto - Apresentação (Lote): CLORIDRATO DE RANITIDINA - Todas as apresentações (Todos os lotes)
Tipo de Produto: Medicamento Expediente nº: 2796223/20-7 Assunto: 70351
MEDIDA PREVENTIVA- Ações de Fiscalização em Vigilância Sanitária Ações de fiscalização: Proibição - Comercialização, Distribuição, Fabricação, Importação, Manipulação, Propaganda. 
Motivação: Possibilidade de formação da substância N-nitrosodimetilamina (NDMA) nos medicamentos contendo o insumo farmacêutico ativo cloridrato de ranitidina, originada pela degradação da própria molécula, de forma espontânea, dentro das formulações, não sendo até o momento identificada uma possibilidade para a estabilização da molécula frente a essa degradação.”

## Farmacologia

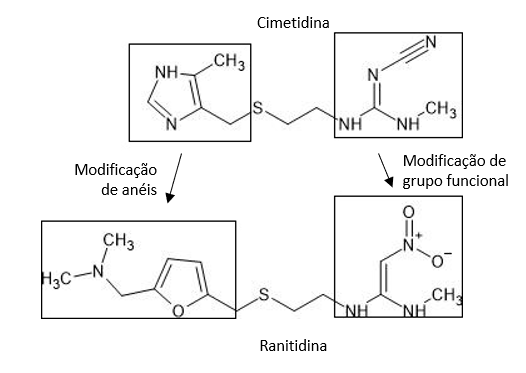
Modificação do anel imidazólico e do grupamento funcional cianoguanidina do protótipo cimetidina.

A gastrina e acetilcolina atuam na liberação da histamina, a qual age sobre os receptores 'H2' e estimulam as células parietais, localizadas principalmente na porção superior do estômago, a secretar ácido gástrico.
Os bloqueadores H2, como a ranitidina, inibem a secreção ácida gástrica produzida pela histamina ou outros agonistas destes receptores de maneira competitiva. O grau da inibição induzida com doses terapêuticas equivale à concentração plasmática do fármaco.
O desenvolvimento dos bloqueadores H2 teve início a partir da síntese da burimamida, através de uma modificação estrutural da molécula da histamina. Modificações estruturais da molécula da burimamida resultaram em outro fármaco, a metiamida, mais potente que o fármaco anterior. Entretanto, a ocorrência de granulocitopenia em cerca de 1% dos pacientes tratados com metiamida provocou a sua substituição pela cimetidina.
Apresentam estruturas com anel imidazólico, o que não ocorre nos compostos desenvolvidos mais recentemente, como a ranitidina, que possui um furano ou a famotidina e a nizatidina, que possuem um tiazol no lugar daquele anel.

### Mecanismo de ação
Ranitidina inibe competitivamente e reversivelmente a ação da histamina nos receptores H2 das células parietais gástricas, reduzindo a secreção ácida gástrica durante o dia e em condições basais noturnas, mesmo quando estimulada por alimentos, insulina, aminoácidos, histamina ou pentagastrina.

### Farmacocinética e Modo de uso
A administração da ranitidina deve ser feita com alimentos ou imediatamente após as refeições, tem absorção rápida por via oral, é metabolizada no fígado, excretada através da urina e na bile. Sofre intenso efeito de primeira passagem, tendo biodisponibilidade de 50%. Possui pico plasmático de 1 a 3 horas (0,25 hora IM) e sua meia-vida é de 2 a 2,5 horas. Vale salientar que antiácidos podem bloquear os efeitos da ranitidina, mas podem ser administrados em horários separados, com intervalo mínimo de 30 minutos.

### Reações Adversas
Os eventos relatados em ensaios clínicos foram:
| Sistema nervoso central    | Cardivasculares           | Gastrintestinais        | Hepáticas              | Hematológicas        | Dermatológicas     | Outras                     |
| -------------------------- | ------------------------- | ----------------------- | ---------------------- | -------------------- | ------------------ | -------------------------- |
| Mal-estar                  | Arritimias                | Constipação             | Hepatite hepatocelular | Leucopenia           | Erupção cutânea    | Hipersensibilidade         |
| Tontura                    | Braquicardia              | Diarreia                | Hepatite colestática   | Granulocitopenia     | Eritema multiforme | Anafilaxia                 |
| Sonolência                 | Bloqueio atrioventricular | Náuseas                 | Icterícia              | Trombocitopenia      | Alopecia (raro)    | Edema angioneurótico       |
| Insônia                    | Extrassístole ventricular | Dor abdominal           | Insuficiência hepática | Agranulocitose       | Vasculite          | Nefrite intersticial aguda |
| Vertigem                   |                           | Pancreatite (raramente) |                        | Pancitopenia         |                    |                            |
| Confusão mental reversível |                           |                         |                        | Hipoplasia da medula |                    |                            |
| Agitação                   |                           |                         |                        | Anemia aplástica     |                    |                            |
| Depressão                  |                           |                         |                        |                      |                    |                            |
| Alucinações                |                           |                         |                        |                      |                    |                            |

## Síntese
A síntese do cloridrato de ranitidina acontece através de diversas rotas sintéticas. Uma dessas rotas, no qual é utilizada em um dos laboratórios que produzem a matéria prima deste fármaco, se inicia a partir da reação de 5-dimetilaminometil-2-furanilmetanol (I) com 2-mercaptoetilamina (II) por meio de ácido clorídrico resultando em 2-[[(5-dimetilamino-metil-2-furanil)metiltio]etaneamina (III) que após isso, é condensado a 120°C com N-metil-1-metiltio-2-nitrotenamina (IV), este que é obtido como resultado da reação de 1,1-bis(metiltio)-2-nitroeteno (V) com metilamina em etanol a refluxo, assim nos dando a ranitidina. 

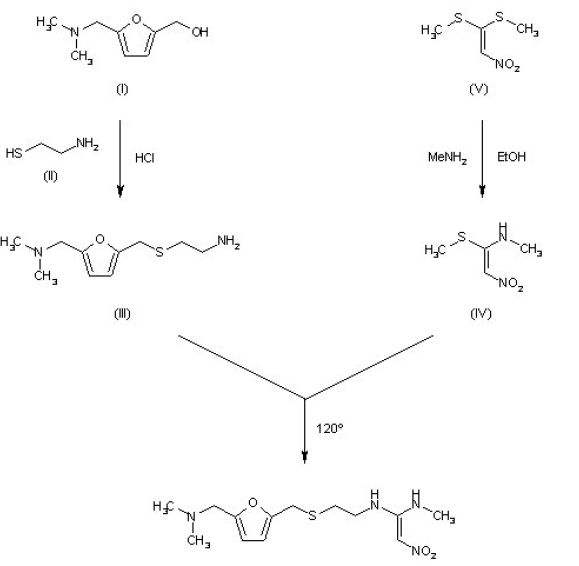
Rota da ranitidina a partir do 5-dimetilaminometil-2-furanilmetanol com 2-mercaptoetilamina

Há uma outra rota utilizada, que se inicia a partir da condensação de nitrometano (I) com CS2 na presença de KOH, seguida por dialquilação do ditiocarboxilato intermediário com iodometano (II) dá 1,1,-bis(metilsulfanil)-2-nitroetileno (III). A condensação deste intermediário com 2-aminoetanol (IV) na presença de p-TsOH em EtOH origina 2(E)-(nitrometileno)oxazolidina(V), que então se acopla com metilamina (VI) produzindo 2-[1(E)-(metilamino)-2-nitrovinilamino]etanol (VII). A condensação de álcool primário com 5-(dimetilaminometil)-2-furilmetanotiol (VIII) na presença de ácido clorídrico a 0°C fornece ranitidina (IX), que é então tratada com HCl em EtOH, EtOH/H2O, EtOH/tolueno ou i-PrOH para fornecer o cloridrato de ranitidina. 

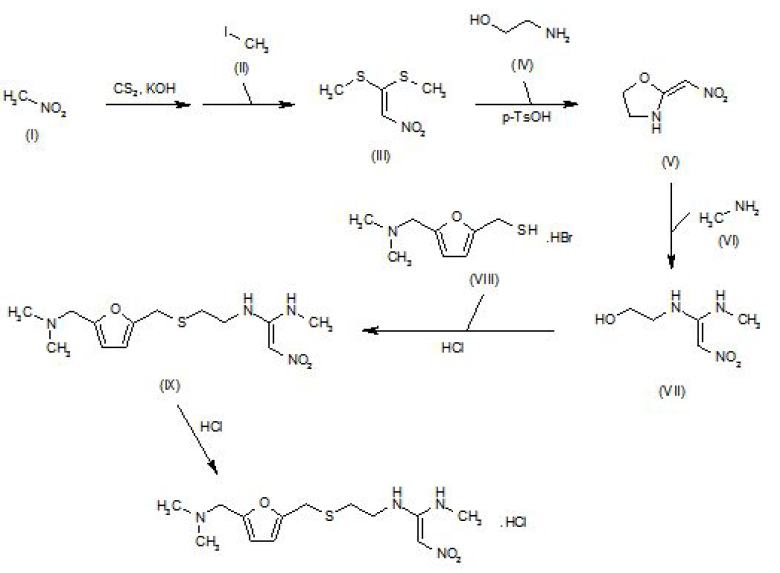
Rota da ranitidina a partir da condensação do nitrometano

Apesar de ambas as rotas serem utilizadas na indústria, existe um estudo que relata uma rota mais simples que resulta em um maior rendimento e pureza do produto. Este consiste na oxidação de [5-[2-[1-(metilamino)-2-nitrovinilamino]etilsulfanilmetil]-2-furil]metanol (I) com MnO2 em CH2Cl2 fornecendo um produto que é posto a aminação redutiva com cloridrato de dimetilamina (III) na presença de NaBH3CN e NaOAc em MeOH fornecendo cloridrato de ranitidina (IV).

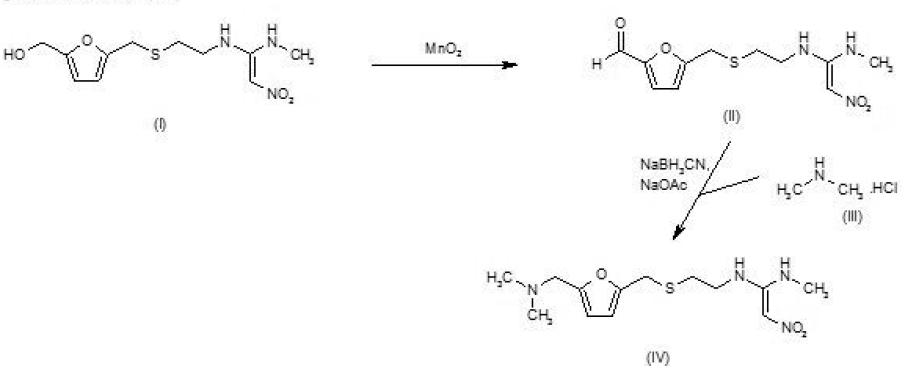
Rota da ranitidina a partir da oxidação do [5-[2-[1-(metilamino)-2-nitrovinilamino]etilsulfanilmetil]-2-furil]metanol